# Xã Washington, Quận Dauphin, Pennsylvania
Xã Washington (tiếng Anh: Washington Township) là một xã thuộc quận Dauphin, tiểu bang Pennsylvania, Hoa Kỳ. Năm 2010, dân số của xã này là 2.268 người.